# Danmarks landskommun
Danmarks landskommun var en tidigare kommun i Uppsala län. 

## Administrativ historik
Kommunen inrättades i Danmarks socken i Vaksala härad i Uppland när 1862 års kommunalförordningar trädde i kraft 1863. 
Vid kommunreformen 1952 gick den upp i Vaksala landskommun, som 1971 uppgick i Uppsala kommun. 

## Politik

### Mandatfördelning i Danmarks landskommun 1942-1946
| 8 | 8 | 1 | 3 |

| 18 |

| 1 | 8 | 8 | 1 | 2 |

| 17 | 3 |